# Bendestorfer Klaviertage
Die Bendestorfer Klaviertage sind ein Musikfestival, das seit 1990 jährlich im Spätsommer/Frühherbst in Bendestorf (Niedersachsen) stattfindet.

## Geschichte
Die Bendestorfer Klaviertage werden seit 1990 vom Bürger- und Verkehrsverein Bendestorf – heute Bürger- und KulturForum Bendestorf – organisiert. Die Klaviertage waren ursprünglich mit dem Ziel gegründet worden, die Co-Finanzierung für einen Konzertflügel zu ermöglichen.
Die Klaviertage wurden anfangs von Maren Eitel geleitet. Ab 1993 war Ellen Ismael für die Durchführung verantwortlich, im ersten Jahr zusammen mit Elly Höpp. Von 2005 bis 2019 wurden die Klaviertage von Jutta Wollesen organisiert. 2020 übernahm Burkhard Schonlau die Leitung. Pandemiebedingt mussten die Konzerte 2020 und 2021 abgesagt werden.

## Veranstaltungsort
Die Konzerte finden in Bendestorf im Makens Huus statt.

## Liste der Künstlerinnen und Künstler
- 1990: Junko Ikeda, Julius Taechl, Christoph Soldan
- 1991: Christoph Soldan, Tery Wheeler-Pinzolas, Julius Taechl
- 1992: Yumiko Pilot, Julius Taechl, Junko Ikeda, Christoph Soldan
- 1993: Beate Berthold, Roy Howat, Clemens Kröger, David Szoldos
- 1994: Andreas Woyke, Margrit Zimmermann, Gerlinde Otto, László Baranyay
- 1995: Beate Berthold, Andreas Woyke, Pi-hsien Chen, Matthias Kirschnereit
- 1996: Ulrike Payer, David Satyabrata, Caroline Weichert, Beate Berthold, Matthias Kirschnereit
- 1997: Anna Malikova, Tatiana Mardikian, Nikolaus Nahusen, Matthias Kirschnereit
- 1998: Ulrike Payer, Margrit Julia Zimmermann, Nathan Steinhagen, Masha Dimitrieva, Alberto Cruzprieto
- 1999: Ellina Perli, Danae Dörken, Dejan Jordanov, Christine Grecu, Ulrike Payer, Pascal Godart, Matthias Kirschnereit, Christoph Soldan, Beatrice Berthold
- 2000: Valeria Stab-Muchin, Boris Kusnezow, Paulina Simkin, Andrej Yusof, Banus Sözüar, Masha Dimitrieva, Vedat Kosal
- 2001: Verena Chen, Min-Sung Lee, Nicolai Gerassimez, Martin Kasik, Sheila Arnold, Beatrice Berthold
- 2002: Ragna Schirmer, Jens Hoffmann, Nici Juhl
- 2003: Rico Gulda, Christine Schütze, Wen Yu Shen, Fumiko Shiraga, Ezard Haußmann
- 2004: Beatrice Berthold, Francesco Piemontesi, Ragna Schirmer, Matthias Kirschnereit, Fumiko Shiraga
- 2005: Denys Proshayev, Christine Schütze, Julian Evans
- 2006: Gesa Lücker, Eugene Mursky, Fumiko Shiraga, Rainer Maria Klaas[3]
- 2007: Sophie-Mayuko Vetter, Vladimir Valdivia, Elena Melnikova[4]
- 2008: Alexej Gorlatch, Christiane Klonz, Tilman Krämer[5]
- 2009: Anton Gerzenberg, Daniel Gerzenberg, Gina-Luica Döpke, Robin Giesbrecht, Matthias Kirschnereit, Beatrice Berthold, Sonata Mikule, Danae Dörken[2]
- 2010: Boris Feiner, Lilit Grigoryan, Alexej Gorlatch
- 2011: Annika Treutler, Amir Tebenikhin, Katja Huhn[6]
- 2012: Benjamin Moser, Ana Carolina Libânio, Siham Ben Salah, Michail Lifits[7]
- 2013: Johanna Bufler, Vadim Chaimovich, Gerlint Böttcher[8]
- 2014: Vasyl Kotys, Matthias Kirschnereit, Ragna Schirmer[9]
- 2015: Nadezda Pisareva, Catherine Gordeladze, Sofja Gülbadamova[10]
- 2016: Gerlint Böttcher, Amadeus Wiesensee, Benjamin Moser[11]
- 2017: Georgy Tchaidze, Anna und Ines Walachowski, Natalia Ehwald[12]
- 2018: Joseph Moog, Alexander Maria Wagner, E-Hyun Hüttermann[13]
- 2019: Alexander Krichel, Matthias Kirschnereit, Ragna Schirmer[14]
- 2022: Florian Heinisch, Paul Gulda, Annika Treutler[15]
- 2023: Joseph Moog, Vadim Chaimovich, Lydia Maria Bader[16][17]
- 2024: Kotaro Fukuma, Lisa Maria Schachtschneider, Alexander Krichel